# Karl Eduard Schneweis
Karl Eduard Schneweis (* 24. April 1925 in Koblenz; † 7. Februar 2014) war ein deutscher Mediziner und Virologe. Ihm gelang als erster die Differenzierung und der Nachweis zweier verschiedener Herpes-simplex-Virus-Typen.
Nach dem Studium der Medizin in Bonn und Göttingen war Schneweis Assistent am Medizinaluntersuchungsamt Hannover, dem Hygiene-Institut Hamburg, am Max-Planck-Institut für Zellphysiologie (Abt. Gewebezüchtung) in Berlin-Dahlem und am Medizinaluntersuchungsamt Göttingen. Ab 1959 baute er bei Henning Brandis eine eigene virologische Abteilung am Hygiene-Institut der Universität Göttingen auf. Hier erforschte er die unterschiedliche antigenetische Eigenschaft des Herpes-simplex-Virus (HSV) und konnte dadurch 1962 beweisen, dass es sich um zwei unterschiedliche Virusspezies handelt, die auch den unterschiedlichen Erkrankungsmustern des Herpes simplex zugeordnet werden können.
1962 habilitierte er sich für das Fach Medizinische Mikrobiologie. 1968 folgte er Brandis nach Bonn, wo er wiederum eine neue virologische Abteilung aufbaute. 1969 führte ihn ein Forschungsaufenthalt zu André Nahmias an die Emory University in Atlanta, wo er weitere typenspezifische Oberflächenantigene des HSV-1 und HSV-2 charakterisierte. In Bonn wandte er sich erneut der klinischen Bedeutung des HSV zu, unter anderem auch dem Rötelnvirus, Cytomegalievirus und der Hepatitis-Diagnostik. Ab 1978 arbeitet er im Rahmen eines DFG-Schwerpunkts über persistierend Virusinfektionen und HSV im Speziellen.
1985 errichtete er ein besonderes Labor zur Diagnostik von HIV-Infektionen und zur Evaluierung von HIV-Inaktivierungsverfahren für Blutprodukte zur Behandlung von Hämophilie-Patienten in Bonn ein. Schneweis emeritierte 1992 und war weiterhin im Rahmen der HIV-Resistenzbestimmung tätig.

## Werke
- Karl Eduard Schneweis: Untersuchungen zur antigenen Analyse und zur Typendifferenzierung beim Herpesvirus hominis. Göttingen 1962